# قرار مجلس الأمن التابع للأمم المتحدة رقم 1361
قرار مجلس الأمن التابع للأمم المتحدة رقم 1361، الذي تم اعتماده بدون تصويت في 5 يوليو / تموز 2001، بعد الإشارة إلى استقالة قاضي محكمة العدل الدولية محمد بجاوي اعتبارًا من 30 سبتمبر / أيلول 2001، قرر المجلس أن الانتخابات لشغل المنصب الشاغر في محكمة العدل الدولية ستجرى في 12 أكتوبر / تشرين الأول 2001 بمجلس الأمن وفي اجتماع للجمعية العامة خلال دورتها السادسة والخمسين.
بجاوي، دبلوماسي وقانوني جزائري، كان عضوا في المحكمة منذ مارس 1982 ورئيسها من 1994 إلى 1997. كان من المقرر أن تنتهي فترة ولايته في فبراير 2006.

## روابط خارجية
- نص القرار في undocs.org